# Rue de Strasbourg (Saint-Denis)
Pour les articles homonymes, voir Rue de Strasbourg.
La rue de Strasbourg est une voie de communication de Saint-Denis.

## Situation et accès
Cette rue commence son tracé dans le centre de Saint-Denis, au jardin Pierre-de-Montreuil. Allant vers l'est, elle rencontre tout d'abord la rue Jean-Jaurès puis absorbe le boulevard de la Commune-de-Paris. Elle traverse alors la place de Strasbourg, lieu de rencontre de l'avenue Lénine, de l'avenue Paul-Vaillant-Couturier, de l'avenue de Saint-Rémy et de la rue du Général-Joinville.
Elle se dirige ensuite vers la route départementale 940, appelée ici bretelle Lamaze au sud et avenue Marcel-Cachin au nord, et est ensuite prolongée par l'avenue Romain-Rolland.

## Origine du nom

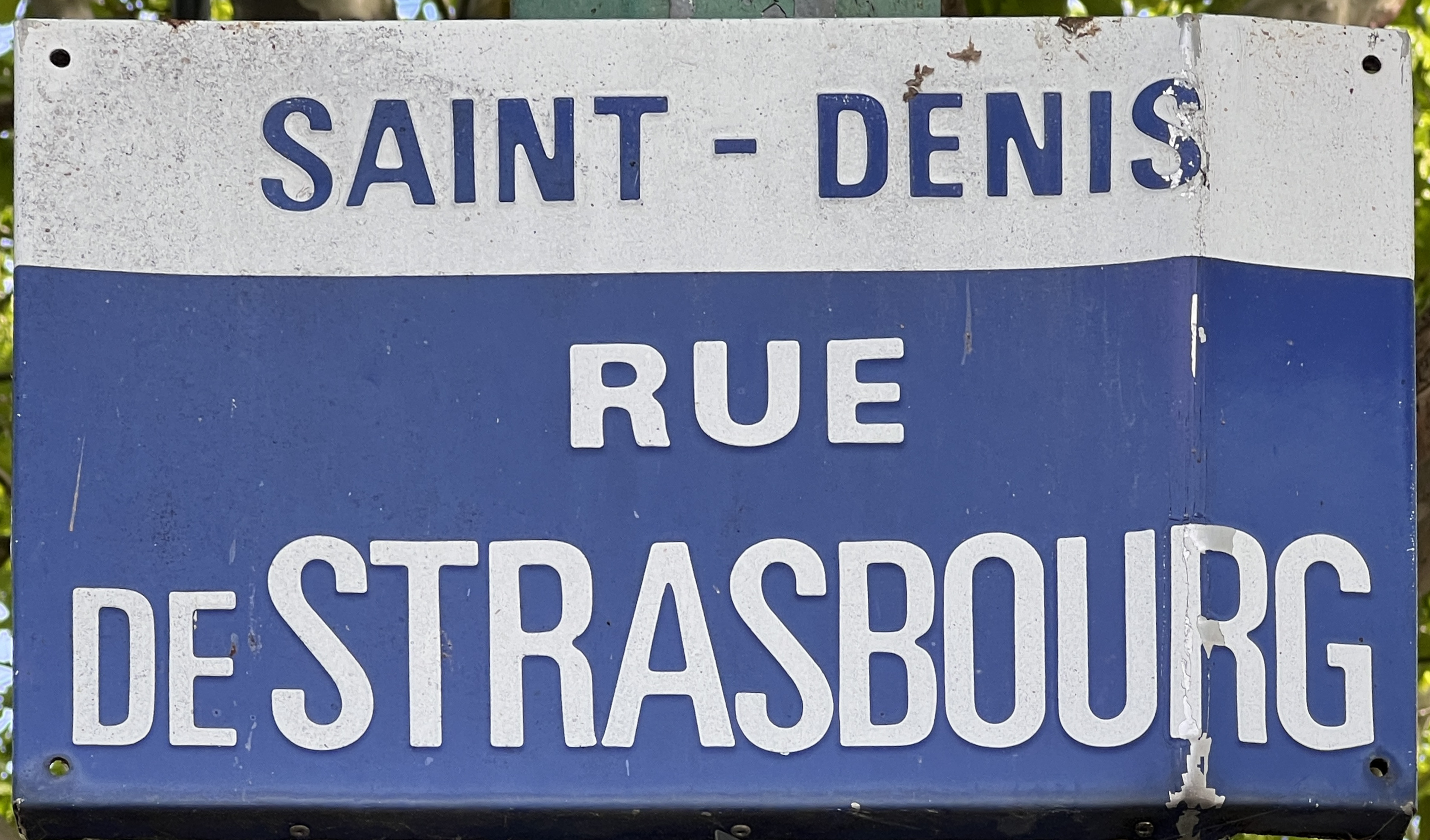
Plaque Rue de Strasbourg en 2022.

Depuis le 18 juin 1872, le nom de cette rue rend hommage à Strasbourg, assiégée puis annexée par les Prussiens pendant la guerre de 1870.

## Historique

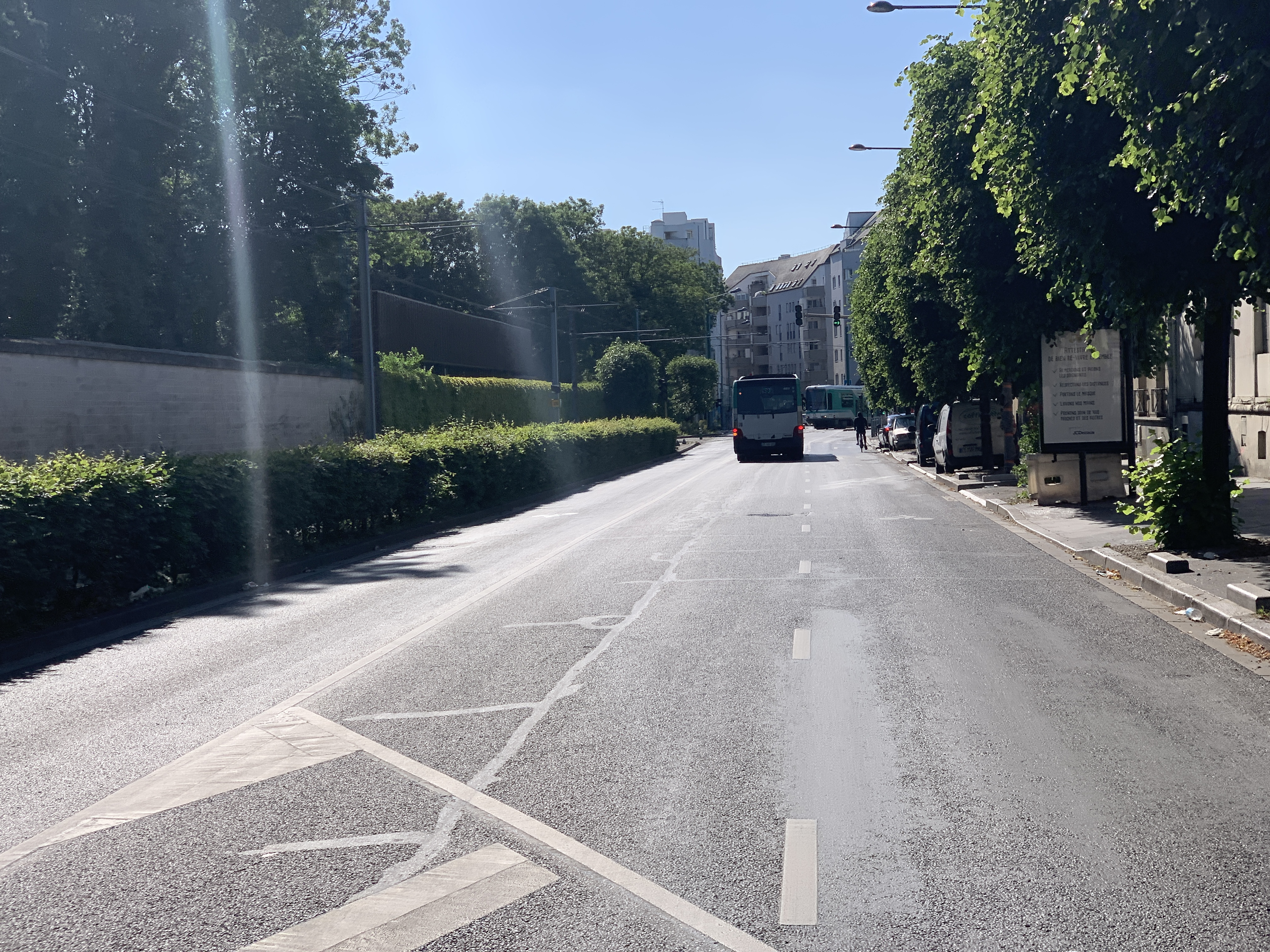
La rue en mai 2020.

Cette voie qui s'appelait à l'origine « rue des Prêtres » reliait la place Victor-Hugo à l'avenue de Saint-Rémy.
En 1830, alors qu'elle n'était qu'une ruelle, elle est élargie et alignée et prend le nom de « rue Napoléon ».
Le 21 mars 1873 elle est prolongée jusqu'au « chemin de Marville » avant de prendre sa dénomination actuelle en 1881.

## Bâtiments remarquables et lieux de mémoire
- Jardin Pierre-de-Montreuil.
- Cimetière de Saint-Denis, établi vers 1793 ou en 1806[4], à la place de l'ancien cimetière Saint-Rémy[5].
- À l'angle de la rue Jean-Jaurès se trouve l'ancien siège du journal l'Humanité, construit par l'architecte Oscar Niemeyer entre 1987 et 1989[6].
- Dans la cave du no 10 fut découvert un chapiteau de l'église des Trois-Patrons.